# Saint-Saëns (Seine-Maritime)
Saint-Saëns je francouzská obec v departementu Seine-Maritime v regionu Normandie. V roce 2009 zde žilo 2 499 obyvatel.